# San Agustín Acasaguastlán
San Agustín Acasaguastlán (ehemals San Agustín de la Real Corona) ist eine rund 8000 Einwohner zählende Kleinstadt und ein Municipio im Departamento El Progreso in Guatemala. Sie liegt rund 90 km nordöstlich von Guatemala-Stadt und etwa 20 km nordöstlich von Guastatoya im Tal des Río Motagua auf 297 m Höhe. Wenige Kilometer südlich des Ortes verläuft entlang des Motagua die wichtige Atlantikfernstraße CA 9.
Das 358 km² große Municipio erstreckt sich zwischen der Sierra de las Minas im Norden und dem Tal des Río Motagua im Süden. Es hat insgesamt etwa 36.000 Einwohner, von denen der Großteil in kleineren ländlichen Siedlungen und Dörfern lebt, darunter El Rancho (wo von der Atlantikfernstraße die Nationalstraße 17 in die nördliche Verapaz-Region abzweigt), Tulumajillo (an der N 17 & CA 14), Magdalena, Puerta de Golpe, El Cimiento, Montaña La Juana, Las Delicias und El Aguacate.
Angrenzende Municipios sind San Cristóbal Acasaguastlán im Osten, El Jícaro und Guastatoya im Süden sowie Morazán im Westen. Im Norden  grenzt es an die Departamentos Baja Verapaz und Alta Verapaz.
Im benachbarten San Cristóbal Acasaguastlán befand sich das religiöse Zentrum Acasaguastlán. Es hatte eine große Bedeutung für Maya-Volksgruppen, die politisch zu Copán und Quiriguá gehörten (wohl Pocomam). Während der Kolonialzeit bildete die Umgebung von Acasaguastlán einen gleichnamigen Verwaltungsbezirk (corregimiento), aus dem dann die beiden Municipios San Cristóbal Acasaguastlán und San Agustín Acasaguastlán hervorgingen. In beiden Orten erinnern sehenswerte Kirchen im barocken Kolonialstil an die spanische Herrschaft. Beide wurden durch das Erdbeben von 1976 schwer beschädigt, jedoch wieder hergerichtet.
Auf dem Gebiet des Municipios San Agustín Acasaguastlán gibt es die beiden kleinen Maya-Ruinen Guaytán und San José Apantes. San Agustín Acasaguastlán liegt in einem sehr trockenen Gebiet am Río Hato (auch „Río Lato“). Dank systematischer Bewässerung ist der Ort für seine landwirtschaftlichen Erzeugnisse bekannt und wird auch „der Gemüsegarten“ genannt.